# Balduin Lux
Balduin (ook Bodo)  Lux (Hauset, 17 juni 1952) is een Belgisch politicus van de PFF.

## Levensloop
Lux studeerde aan de Technische School van Eupen. Hij werd zelfstandig verwarmingsinstallateur en stichtte een bedrijf gespecialiseerd in tuinbewatering.
In 1983 werd hij voor de PFF verkozen tot gemeenteraadslid van Raeren, waar hij van 1995 tot 2012 schepen was. Tevens was hij van 2007 tot 2012 provincieraadslid van Luik en tegelijkertijd raadgevend lid van het Parlement van de Duitstalige Gemeenschap.